# Confederació Europea de Sindicats
La Confederació Europea de Sindicats (CES), en anglès European Trade Union Confederation (ETUC), agrupa a la majoria de sindicats europeus i els representa davant de les institucions de la Unió Europea (UE) i de l'Associació Europea de Lliure Comerç (AELC), institucions que la reconeixen com a la sola organització sindical interprofessional europea representativa.
Va ser fundada el 1973 i té la seu a Brussel·les.

## Objectius
La CES lluita perquè la UE no es limiti a ser únicament un mercat únic de béns i de serveis, sinó que també esdevingui una Europa social que porti a la millora del benestar dels treballadors i de llurs famílies. La CES defensa valors socials fonamentals tals com la solidaritat, la igualtat, la democràcia, la justícia social i la cohesió. I més concretament, lluita per aconseguir:
- augments salarials pels treballadors,
- la posada en marxa del Socle européen des droits sociaux ;
- llocs de treball de qualitat per a tots,
- un nivell elevat de protección social,
- la igualtat entre homes i dones i igualtat en llurs salaris,
- una bona salut i seguretat en el treball,
- la liberté de circulais per ale treballadors europeus i l'acabament del dúmping social ;
- serveis públics de qualitat accessibles per a tots,
- un marc europeu per millorar el nivell de les legislacions socials nacionals,
- actions en favor de la lluita contra el canvi climàtic, tot promovent una transició justa,
- la promoció dels valors socials europeus en els altres llocs del món.

La CES va celebrar el seu darrer congrés entre el 21 i 24 de maig de 2019 a Viena, on va adoptar un Manifest que defineix les seves exigències en matèria de governança econòmica i política de l'ocupació, de drets sindicals i de diàleg social, així com de noves normes socials i d'una mundialització equitable.

## Organitzacions membres
La CES agrupa prop de 90 organitzacions sindicals pertanyents a 38 països europeus diferents. Les organitzacions sindicals presents als Països Catalans que formen part de la CES són:

### Andorra
- USDA: Unió Sindical d'Andorra.

### Estat espanyol
- CCOO: Comissions Obreres.
- UGT: Unió General de Treballadors.
- USO: Unió Sindical Obrera.

(fora dels Països Catalans, el sindicat basc ELA-STV també és membre de la CES)

### Estat francès (Catalunya Nord)
- CFDT: Confederació Francesa Democràtica del Treball.
- CFTC: Confederació Francesa dels Treballadors Cristians.
- CGT: Confederació General del Treball.
- FO: CGT-Força Obrera.
- UNSA: Unió Nacional dels Sindicats Autònoms.